# 1000BASE-T
1000Base-T, recogido en la revisión IEEE 802.3ab, es un estándar para redes de área local del tipo Gigabit Ethernet sobre cable de cobre trenzado sin apantallamiento. Fue aprobado por el IEEE 802.3 en 1999.

## Medio físico
A diferencia de 10Base-T o 100Base-TX, emplea los cuatro pares de hilos del cable, transmitiendo simultáneamente en ambos sentidos y por cada uno de ellos. Se multiplica así por ocho la velocidad de modulación, a costa de aplicar un sistema electrónico de cancelación de eco. Puede funcionar sobre cable de categoría 5 mejorado (UTP 5e) o superior.

## Morfología del cable
La correcta conexión de estos cables ha de ser según la siguiente tabla de hilos:
| Pin | Par, T568A | Par, T568B | Cable    | Color, T568A          | Color, T568B          | RJ45 pines                              |
| --- | ---------- | ---------- | -------- | --------------------- | --------------------- | --------------------------------------- |
| 1   | 3          | 2          | positivo | blanco/verde rayado   | blanco/naranja rayado | Plug RJ-45 con la posición de los pines |
| 2   | 3          | 2          | negativo | verde entero          | naranja entero        | Plug RJ-45 con la posición de los pines |
| 3   | 2          | 3          | positivo | blanco/naranja rayado | blanco/verde rayado   | Plug RJ-45 con la posición de los pines |
| 4   | 1          | 1          | negativo | azul entero           | azul entero           | Plug RJ-45 con la posición de los pines |
| 5   | 1          | 1          | positivo | blanco/azul rayado    | blanco/azul rayado    | Plug RJ-45 con la posición de los pines |
| 6   | 2          | 3          | negativo | naranja entero        | verde entero          | Plug RJ-45 con la posición de los pines |
| 7   | 4          | 4          | positivo | blanco/marrón rayado  | blanco/marrón rayado  | Plug RJ-45 con la posición de los pines |
| 8   | 4          | 4          | negativo | marrón entero         | marrón entero         | Plug RJ-45 con la posición de los pines |

## Señalización
Emplea una modulación por amplitud de pulsos con señales de 5 niveles denominada PAM-5 para alcanzar la velocidad de 1 Gb/s en modo full duplex.
La secuencia de bits procedente de la subcapa MAC se aleatoriza y se codifica con un sistema de corrección automática de errores FEC, obteniendo los grupos de símbolos PAM5 que se envían sobre los 4 pares simultáneamente. En cada par, cuatro de los cinco símbolos representan 2 bits de datos; el quinto contiene la información FEC y permite recuperar pérdidas de información causadas por ruido.

## Historia
Al instalar Fast Ethernet para aumentar el ancho de banda de las estaciones de trabajo, se comenzaron a crear cuellos de botella corriente arriba en la red. 1000BASE-T (IEEE 802.3ab) se desarrolló para proporcionar ancho de banda adicional a fin de ayudar a aliviar estos cuellos de botella. Proporcionó mayor desempeño a dispositivos tales como backbones dentro de los edificios, enlaces entre los switches, servidores centrales y otras aplicaciones de armarios para cableado así como conexiones para estaciones de trabajo de nivel superior. Fast Ethernet se diseñó para funcionar en los cables de cobre Cat 5 existentes y esto requirió que dicho cable aprobara la verificación de la Cat 5e. La mayoría de los cables Cat 5 instalados pueden aprobar la certificación 5e si están correctamente terminados. Uno de los atributos más importantes del estándar para 1000BASE-T es que es interoperable con 10BASE-T y 100BASE-TX. Existen en el mercado equipos que únicamente operan en 1000BASE-T y no funcionan para 10 y 100 BaseT, como el conversor de fibra óptica KTI KGC-300 que únicamente funciona para 1000BaseT.
Como el cable Cat 5e puede transportar, de forma fiable, hasta 125 Mbps de tráfico, obtener 1000 Mbps (Gigabit) de ancho de banda fue un desafío de diseño. El primer paso para lograr una 1000BASE-T es utilizar los cuatro pares de hilos en lugar de los dos pares tradicionales utilizados para 10BASE-T y 100BASE-TX. Esto se logra mediante un sistema de circuitos complejo que permite las transmisiones full duplex en el mismo par de hilos. Esto proporciona 250 Mbps por par. Con los cuatro pares de hilos, proporciona los 1000 Mbps esperados. Como la información viaja simultáneamente a través de las cuatro rutas, el sistema de circuitos tiene que dividir las tramas en el transmisor y reensamblarlas en el receptor.
La codificación de 1000BASE-T con la codificación de línea 4D-PAM5 se utiliza en UTP de Cat 5e o superior. Esto significa que la transmisión y recepción de los datos se produce en ambas direcciones en el mismo hilo a la vez.